# Universal Syncopations II
Universal Syncopations II je studiové album Miroslava Vitouše, vydané v roce 2007 pod značkou ECM Records. Nahrávání alba probíhalo od listopad 2004 do dubna následujícího roku. Album produkoval Manfred Eicher.

## Seznam skladeb
Autorem všech skladeb je Miroslav Vitouš.
| Pořadí         | Název               | Délka |
| -------------- | ------------------- | ----- |
| 1.             | Opera               | 11:16 |
| 2.             | Breakthrough        | 5:32  |
| 3.             | The Prayer          | 7:06  |
| 4.             | Solar Giant         | 4:42  |
| 5.             | Mediterranean Love  | 5:09  |
| 6.             | Gmoong              | 6:13  |
| 7.             | Universal Evolution | 9:04  |
| 8.             | Moment              | 2:58  |
| Celková délka: | Celková délka:      | 50:32 |

## Sestava
- Miroslav Vitouš – kontrabas
- Randy Brecker – trubka
- Gary Campbell – sopránsaxofon, tenorsaxofon
- Bob Mintzer – tenorsaxofon, basklarinet
- Bob Malach – tenorsaxofon
- Daniele di Bonaventura – bandoneon
- Gerald Cleaver – bicí
- Adam Nussbaum – bicí
- Vesna Vasko-Caceres – hlas